# Hospodářské dějiny Argentiny
Argentinská republika leží v Jižní Americe. Je největší zemí světa, kde se mluví španělsky. Má 2. největší ekonomiku v Jižní Americe. Argentina je členem G20 (tj. skupiny největších ekonomik světa), vytváří sdružení volného obchodu MERCOSUR a je členem Unie jihoamerických národů (obdoba Evropské unie). Dále je členem organizací jako OAS (Organizace amerických národů) a OSN (Organizace spojených národů). Svým HDP na obyvatele zaujímá 59. místo na světě.
|                                      | 2014             | 2018             |
| ------------------------------------ | ---------------- | ---------------- |
| měna                                 | argentinské peso | argentinské peso |
| HDP (miliony USD)                    | 563 614          | 625 921          |
| HDP/obyvatel (USD)                   | 13 208           | 14 043           |
| Inflace (%)                          | 24               | 29,5             |
| Míra chudoby (%)                     | 4,7              | 33               |
| Nezaměstnanost (%)                   | 7,3              | 9,6              |
| Vývoz (miliardy USD)                 | 56,76            |                  |
| Dovoz (miliardy USD)                 | 57,18            |                  |
| Hrubý zahraniční dluh (miliardy USD) | 16,32            |                  |
| Veřejný dluh (% z HDP)               | 44,7             | 95,4             |
| Fiskální období                      | kalendářní rok   | kalendářní rok   |

## Před objevením Ameriky
První lidé v Jižní Americe se objevili už před 13 000 lety a přišli ze Severní Ameriky. Před příchodem Evropanů žilo na území dnešní Argentiny asi 20 kmenů původních obyvatel, což tvořilo cca 300 000 – 900 000 obyvatel. Původní obyvatele tvořili nomádi, žili hlavně na jihu, živili se jako lovci a sběrači, vedli kočovný život, a proto po sobě nezanechali žádné stopy jako např. stavby atd. Jejich obživu také tvořil rybolov. Na západě, v oblasti And, žily významné kulturní národy a obývaly sídliště podobná městům. Indiánské kmeny netvořily celek, proto mají rozdílné jazyky. Nejprve se také živily jako lovci a sběrači, později zemědělstvím. Indiáni se z Incké říše rozšířili tzv. Inckou cestou v 16. století až do provincie Mendoza. Kolem roku 1480 většinu oblastí osídlili Inkové, a na většině území se tak nacházela Incká země, která měla již rozvinuté zemědělství. Jednotlivé vesnice spolupracovaly např. při výstavbě závlahových hrází, cest nebo větrolamů.

## Kolumbus a počátky kolonizace
Roku 1492 objevil Ameriku Kryštof Kolumbus, ale až mořeplavec Amerigo Vespucci poznal, že se jedná o nový světadíl. Největším lákadlem nového kontinentu byly drahé kovy. Španělé a Portugalci se tak na tomto území usídlili a založili zde nejprve obchodní centra a později kolonie. Základem koloniální společnosti bylo soužití dvou zcela rozdílných civilizací. Od 16. století se Argentina stala španělskou kolonií. Roku 1515–1516 sem byl vyslán Juan Diaz de Solís, který měl prozkoumat Tichý oceán. V roce 1516 se dostal až k dolnímu toku řeky Uruguaye, zde byl zajat domorodým kmenem a zabit. Zbytek výpravy ztroskotal u Brazílie – vůdce Portugalec Alejo García se spřátelil s Indiány, vedl evropsko-indiánskou výpravu za tzv. Bílým králem, který měl sídlit ve Stříbrných horách (Sierra de la Plata) a mít obrovské množství drahých kovů. Ve Španělsku se tak šířily zvěsti o bohatém vládci, který se měl nazývat Argentino, tedy král stříbra (název od slova argentum – stříbro). Z toho také vznikla mylná představa, že území Rio de la Plata, jak bylo nazváno, je bohaté na stříbro, což se později nepotvrdilo. V letech 1526–1548 bylo podniknuto několik dalších výprav s cílem najít Stříbrné hory, žádné ale nenašly, nakonec roku 1545 objevily horu plnou stříbra na území Bolívie. Roku 1535 Pedro de Mendoza zahájil velkou expedici a dostal se po řekách až do Peru a k Tichému oceánu. Roku 1536 dosáhla expedice Buenos Aires, zde se usídlili, avšak toto území bylo nehostinné, a proto později vedli usedlíci boj s Indiány kvůli špatným životním podmínkám. V této době byl centrem španělské kolonizace Asunción. Roku 1580 byla vypravena nová expedice do Buenos Aires. Přišli sem noví osadníci, Španělé zneužívali domorodce na nucené práce, ti ve velkém umírali, neboť nebyli odolní vůči evropským nemocem. Původní obyvatele Arakuánce a Patagonce téměř vyhubili. Region Rio de la Plata během 16. – 17. století byl nejméně rozvinutým regionem Španělska. Všechna významnější argentinská města vznikala na cestě mezi Buenos Aires a Potosí. V 16. století vznikl tzv. guvernorát Rio de la Plata. V koloniích nastaly ekonomické problémy. Místo Indiánů využívali Španělé na práci otroky z Afriky, ale těch bylo málo, a to vedlo k přeorientování se na zemědělství a na chov dobytka. Chov skotu, ovcí a koní byl důležitým zdrojem příjmů. Vznikaly zemědělské usedlosti a chov převyšoval zemědělství. V 17. století nastaly konflikty mezi španělskými kolonisty a portugalskými obchodníky. To zapříčinilo odchod Portugalců a tím vznikaly ztráty obchodníkům, což také vyústilo k povinnosti platit vysoké daně. Dobytek i jiné zboží se museli vozit do Španělska přes Peru, to zvyšovalo jeho cenu a začalo bujet pašeráctví podporované Portugalci. Také obchodníci z Potosí pochopili, že je výhodnější zboží posílat přes Buenos Aires, a to tak rychle rostlo a bohatlo.

## Období 18. století
Okolo 18. století nastal konkurenční boj mezi jednotlivými regiony. Namísto obchodní spolupráce převládal primitivní merkantilismus (osady vyvážet, dovážet minimum). Španělský král nařídil vytvořit místokrálovství s pevnými hranicemi a pravomocemi.  Roku 1776 vznikl 1. státní útvar, který se jmenoval Místokrálovství Rio de la Plata (území Argentiny, Bolívie, Paraguaye a Uruguaye). Jméno získalo z názvu zálivu, přes který probíhal veškerý námořní styk se zbytkem světa. Vznikl také systém repertimiento – ten zajišťoval přidělování půdy Španělům za jejich služby králi. Místokrálovství zrušilo dávné monopoly, bylo umožněno obchodování přímo, ale stejně zde přetrvávala celá řada zákazů – tzv. moderní merkantilismus (ten byl více než volný obchod). Obchod s americkými koloniemi byl ale stále výhradním monopolem Španělska. Ten redukoval nabídku a zvyšovaly se ceny. Madrid rozhodl vozit zboží přes Peru, tím ale bylo zboží předražené a omezené. Ovce, krávy, bavlna a obilí se vyvážely do Horního Peru, kde se za ně platilo stříbrem, za které v Evropě se nakupovaly manufakturní výrobky – zbraně, šaty, nábytek. To vedlo k velkému rozšíření pašování zboží z a do Buenos Aires Portugalci. Takto pašované zboží bylo levnější. Španělé potřebovali vyřešit problémy s nelegálním obchodem (zrušili monopol z Limy, snížili daně atd.). Na výrobky z nešpanělských zemí dovážené do kolonií ale bylo uvaleno velké clo. Španělé povolili přístavu Rio de la Plata volně obchodovat a zboží mohli vozit i jiné země než španělské a La Plata. Roku 1778 byl umožněn volný obchod v Buenos Aires a na dovoz byla stanovena 7% daň.

## Období 19. století
V letech 1810–1818 byla vedena válka za nezávislost. Dne 23. 6. 1814 nastal definitivní konec Místokrálovství de la Plata. Argentina byla do roku 1816 kolonií Španělska, když dne 9. 7. 1816 byla vyhlášena nezávislost. V této době došlo také ke zrušení otroctví. Argentina měla na počátku 19. století bohaté zásoby nerostných surovin, ale žádné doly; nadbytek úrodné půdy, ale žádné pracovní síly; rozvinutý obchod, ale málo komodit, se kterými by bylo možno obchodovat. Ekonomika byla založena na tranzitní obchodní výměně, obchodníci nebohatli na vývozu, ale na dovozu spotřebního zboží, za které platili stříbrem. 12. 12. 1861 vznikla Argentinská republika s hlavním městem Buenos Aires. Hospodářský růst v 19. století byl také výsledkem zahraničních investic, a to hlavně z Velké Británie (rozvoj železnic). Nastala také obrovská imigrační vlna. Byla to 2. největší imigrační vlna na světě (populace se každé 2 desetiletí zdvojnásobila). Nejvíce přistěhovalců tvořili Španělé a Italové. V roce 1880 přišlo do Argentiny za rok 50 000 imigrantů a v roce 1889 již 200 000 imigrantů za rok. Vláda zavedla tzv. kolonizační smlouvy (spousta evropských přistěhovalců dostala půdu ještě před příchodem). V Ústavě z r. 1853 se uvádí „… zajistit blaho svobody pro nás, naše potomstvo a pro všechen lid světa, který by se chtěl usadit na argentinské půdě.“ To bylo také jedním z faktorů rozvoje obchodu s evropskými státy a dalšího rozvoje zemědělství a zejména dobytkářství. Vývoz masa a kůží v roce 1829 tvořil 65 % z celkového exportu a v roce 1855 již 82,5 %. Roku 1865 se stala nejlukrativnější komoditou ovčí vlna, která tvořila 46,2 % z celkového vývozu. V roce 1896 se Argentina zařadila mezi nejvyspělejší státy světa, převládal zejména export obilí.

## Období 20. století
Na počátku 20. století zaznamenala Argentina velký rozvoj a stala se 7. nejbohatší zemí světa. V roce 1904 obilnářství předstihlo produkci vlny. HDP rostl o 6 % ročně. 90 % vývozu Argentiny tvořily zemědělské produkty. Jejich hlavní odběratel byla Velká Británie. Třetina dovozu do Argentiny byla také z Velké Británie, tvořily ho hlavně uhlí, stroje na výrobu železnic a textilní výrobky. Zvýšený zájem Evropanů o hovězí maso dal vzniknout novému odvětví, a vznikly tak mrazírenské společnosti. V roce 1907 byla v Argentině objevena nová ropná ložiska. Po 1. světové válce se objem zahraničních investic snížil. Ve 20. letech skončil rozkvět Argentiny a započalo se dlouhé období diktátorských režimů. V roce 1929 krach na Wall Streetu způsobil světovou krizi, která samozřejmě postihla i Argentinskou ekonomiku. V roce 1930 tvořil deficit státního rozpočtu 350 000 milionů pesos. Dne 6. 9. 1930 byl v Argentině proveden 1. vojenský převrat ve 20. století. Roku 1934 byla založena Centrální banka a roku 1943 armáda provedla další státní převrat. V letech 1944–1974 tvořila inflace 26 % ročně. V letech 1945–1948 HDP vzrostl o 29 %. Po 2. světové válce Velkou Británii obchodně nahradily Spojené státy americké. Argentinská ekonomika zaznamenala pokles zemědělství a velký rozvoj průmyslu. Nejznámějším prezidentem byl v letech 1946–1958 Juan Domingo Perón (ideologie perónismus) – za jeho vlády se stalo mnoho násilností, proběhlo velké znárodňování (např. centrální banky, železnic), provedl posilování prezidentské autority a měl sympatie k fašismu. V roce 1946 prohlásil, že chodbami Centrální banky se nedá projít, jak jsou naplněny zlatými cihlami. Země se nacházela ve špatné ekonomické situaci. Perónův ekonomický program (tzv. 1. pětiletý plán) byl postaven na dosažení soběstačnosti, které měla Argentina dosáhnout do roku 1951. Roku 1952 zemědělská produkce klesla o 15 % v porovnání s rokem 1951. Poté vojáci svrhli vládu, nastolili vládu vojenské junty, zahájili tzv. špinavou válku, během níž zmizely beze stopy tisíce občanů, kteří s tímto režimem nesouhlasili. Ekonomická situace byla ve špatném stavu, proto byla zahájena válka o Falklandy, aby odvrátila pozornost od zhoršení ekonomické situace. V roce 1966 dosáhla inflace 32 % a v roce 1969 7,6 %. V roce 1970 tvořilo zemědělství 13 % HDP. Krátká období s 9% hospodářským růstem se střídala s delšími obdobími s 9% propadem. Běžným prostředkem k oživení ekonomiky se stala devalvace měny. V roce 1973 se zisky z exportu zvýšily o 65 % a inflace poklesla z 80 % na 30 %. V roce 1975 se inflace zvýšila na 183 % a ve 2. polovině 70. let až na 150–500 %. V roce 1976 nastala ekonomická recese a až do roku 1983, během vojenské diktatury, ekonomika klesala. V roce 1981 byl vyhlášen kolaps banky Banco de Inter Regional, což spustilo řetězovou reakci, krachovaly i další banky a nakonec zkolaboval celý ekonomický systém Argentiny. V roce 1981 proběhla 23% devalvace pesa, v roce 1982 inflace vzrostla o 165 %, 28 % občanů Argentiny se nacházelo na hranici chudoby. V roce 1983 proběhly v Argentině svobodné volby a od tohoto roku je Argentina demokracií. Tento rok také vzrostla inflace o 344 %, v roce 1987 o 178 % a v roce 1989 cca o 5000 %. Od počátku 90. let 20. století nastal postupný růst ekonomiky a exportu, došlo k likvidování obrovské inflace, Argentina byla schopna splácet státní dluh a pokusila se o vyrovnaný státní rozpočet, zahájila radikální peněžní reformy, ale pokusy o stabilizaci bankovního systému byly nedostačující a stále ji sužovala 15% nezaměstnanost. V letech 1999–2002 proběhla v Argentině další finanční krize, zahraniční dluh byl vysoký, stále se prohlubovala špatná ekonomická situace a došlo také na zvýšení daní. Vrchol krize nastal v roce 2001, Argentina provedla zmražení všech bankovních účtů, byl stanoven týdenní limit pro výběr z účtu, vyhlášen výjimečný stav a zároveň ohlášen státní bankrot Argentiny. Byl to největší státní bankrot historie. Obyvatelstvu byly dolarové vklady v bankách nuceně převedeny na pesos v poměru 1:1 (v době převedení byl oficiální kurz 1:1,7, měna však stále klesala a např. o 10 let později už byl kurz 1:360). V témže roce Argentina obdržela také finanční pomoc od Mezinárodního měnového fondu. V roce 2001 žilo 37 % obyvatel Argentiny pod hranicí chudoby a v roce 2002 to byla již více než polovina obyvatel, nezaměstnanost tvořila 21 %. V letech 2002–2007 ekonomika vzrostla asi o 9 % a nezaměstnanost tvořila roku 2007 asi 7 %. V roce 2010–2011 byla Argentina ekonomicky na úrovni zemí jako např. Chorvatsko nebo Lotyšsko. V roce 2012 ale opět ekonomický růst země zpomalil, v témže roce také probíhaly spory Argentiny s Mezinárodním měnovým fondem. V roce 2014 byla Argentina opět na pokraji státního bankrotu a v roce 2015 byla inflace 30 %. V současné době se argentinské ekonomice stále nedaří, jejím hlavním problémem je málo zahraničních investorů, neboť je pro ně stále rizikovou zemí. Její bankovní systém je slabý a nestabilní, vláda dle potřeby zvyšuje daně, zaměstnanci odvádějí 17 % příjmu na sociální pojištění a cca 30% daň z příjmů. Příjmy všech státních orgánů tvoří 76 % HDP Argentiny.

## Počátek 21. století
Ekonomika Argentiny je založena na velkém přírodním bohatství, zejména ropy, plynu, zlata a mědi (vývoz těchto barevných rud tvoří klíčovou úlohu), dále také na říční a námořní dopravě. Ze zemědělských komodit vyváží Argentina zejména hovězí maso, víno, citrusové plody, kukuřici, sóju a slunečnicová semena. V roce 2010 tvořil také 1 % HDP vývoz bavlny a tabáku. 20 % z celkového vývozu tvoří zemědělské suroviny, 12 % automobily a autodíly, dále chemikálie a ocel. Průmysl tvoří zejména zpracování potravin, motorová vozidla, autodíly, chemický průmysl, výroba zemědělských strojů a tabákových výrobků. Služby představují 60 % HDP. Je to hlavně telekomunikační sektor a cestovní ruch (v roce 2017 navštívilo Argentinu 5,7 milionů zahraničních návštěvníků). Argentina v roce 2013 vyrobila 133,3 miliard kWh energie, nejvíce ze zemního plynu (51 %), z vodních elektráren (28 %) a z jaderné energie (5 %). Z Jižní Ameriky má Argentina nejrozvinutější jaderný program. Je také členem Rady guvernérů Mezinárodní agentura pro atomovou energii (MAAE).  Na vzestupu jsou také větrné elektrárny a solární energie. Argentina dováží hlavně stroje nebo spotřební zboží. Největšími investory v Argentině jsou Španělsko, USA a Čína. Infrastrukturu tvoří nedostačující dálnice, 230 000 km silnic, 37 856 km železnic, 60 km podzemní dráhy a 11 000 km splavných vodních cest. Český vývoz do Argentiny představuje 1,9 miliardy Kč a tvoří ho zejména telekomunikační přístroje, součásti motorových vozidel, čerpadla nebo ložiska. Z Argentiny se do České republiky dováží zejména obilí, ryby, nerostné suroviny a sušené plody. Argentina v České republice oficiálně neinvestuje.
| Sektor (% HDP)                   | 1993 - 2001 | 2002 - 2005 | 2006 - 2009 | 2010 - 2013 |
| -------------------------------- | ----------- | ----------- | ----------- | ----------- |
| Zemědělství, lesnictví a rybolov | 5,4         | 10,3        | 7,3         | 7,3         |
| Hornictví                        | 2,0         | 5,9         | 4,8         | 4,2         |
| Výrobní                          | 18,5        | 23,2        | 19,8        | 16,8        |
| Veřejné služby                   | 2,2         | 1,7         | 2,3         | 3,1         |
| Konstrukce                       | 5,5         | 3,9         | 6,2         | 5,6         |
| Obchod a cestovní ruch           | 17,3        | 14,0        | 15,6        | 14,4        |
| Doprava a spoje                  | 8,3         | 8,7         | 7,3         | 6,7         |
| Finanční služby                  | 4,2         | 4,4         | 3,2         | 3,4         |
| Realitní a obchodní služby       | 16,5        | 11,7        | 13,7        | 12,9        |
| Veřejná správa a obrana          | 6,3         | 5,4         | 5,6         | 7,4         |
| Zdravotnictví a vzdělávání       | 8,4         | 6,9         | 8,9         | 11,9        |
| Osobní a jiné služby             | 5,4         | 3,9         | 5,3         | 6,3         |